# Бонд-стрит

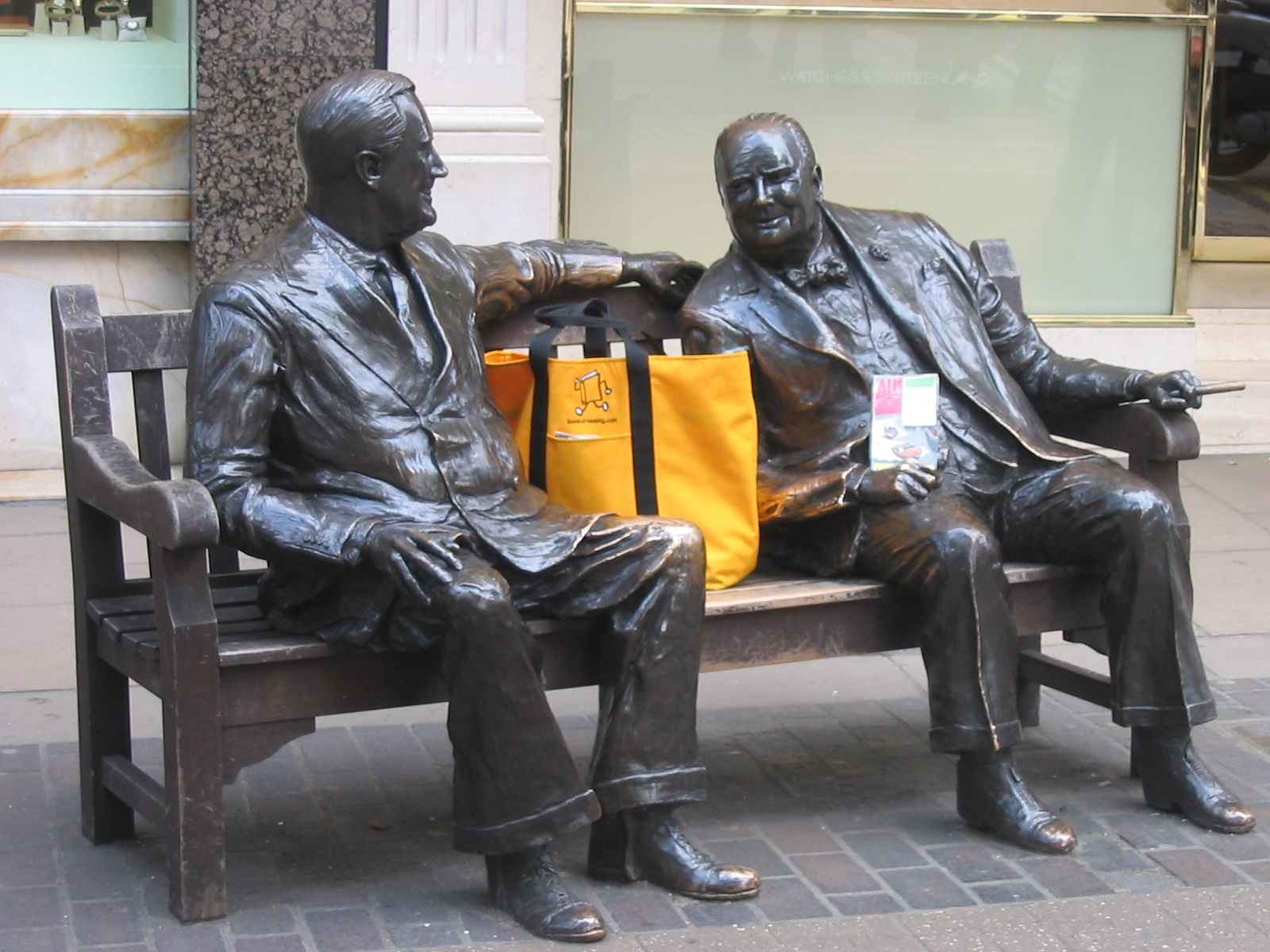
Памятник Черчиллю и Рузвельту на Бонд-стрит

Бонд-стрит (Bond Street) — улица в лондонском районе Мэйфэр. Одна из главных улиц торгового района Вест-Энда, наряду с близлежащими Риджент-стрит и Оксфорд-стрит. Формально единой Бонд-стрит не существует. Состоит из южной «старой» и северной «новой» частей (Old Bond Street и New Bond Street), которые примыкают к Оксфорд-стрит и Пикадилли, соответственно.

## История
Улица получила своё название от имени Томаса Бонда (англ), главы синдиката застройщиков, который в 1683 году выкупил прилегающий квартал, расчистил территорию и начал бурную застройку различной недвижимостью. Синдикат также построил Доувер-стрит (англ.) и Албемарл-стрит (англ.). Строительство продвигалось преимущественно с юга на север, при этом южная часть улицы называлась Старой Бонд-стрит, а северная, соответственно, Новой Бонд-стрит. На карте 1746 года Бонд-стрит показана застроенной полностью. На Старой Бонд-стрит в 1911 году была открыта первая парикмахерская Truefitt & Hill (старейшая парикмахерская в мире согласно «Книге рекордов Гиннесса»).

## Наши дни
Когда-то Бонд-стрит была наиболее известна благодаря своим антикварным лавкам и магазинам, торгующим произведениями искусства. Более ста лет на этой улице находился лондонский офис аукционного дома «Сотбис». Также со дня своего основания в 1876 году здесь расположено Fine Art Society (англ.). Некоторые из магазинов работают до сих пор, но большинство помещений занято магазинами и бутиками, в том числе самых модных и дорогих мировых брендов одежды, часов и ювелирных изделий. Одной из достопримечательностей Бонд-стрит является статуя «Союзники», изображающая Уинстона Черчилля и Франклина Делано Рузвельта, беседующих на скамейке.
В последние годы конкуренцию Бонд-стрит, как главной модной улице Лондона, составляет Слоун-стрит (англ.), расположенная неподалёку.

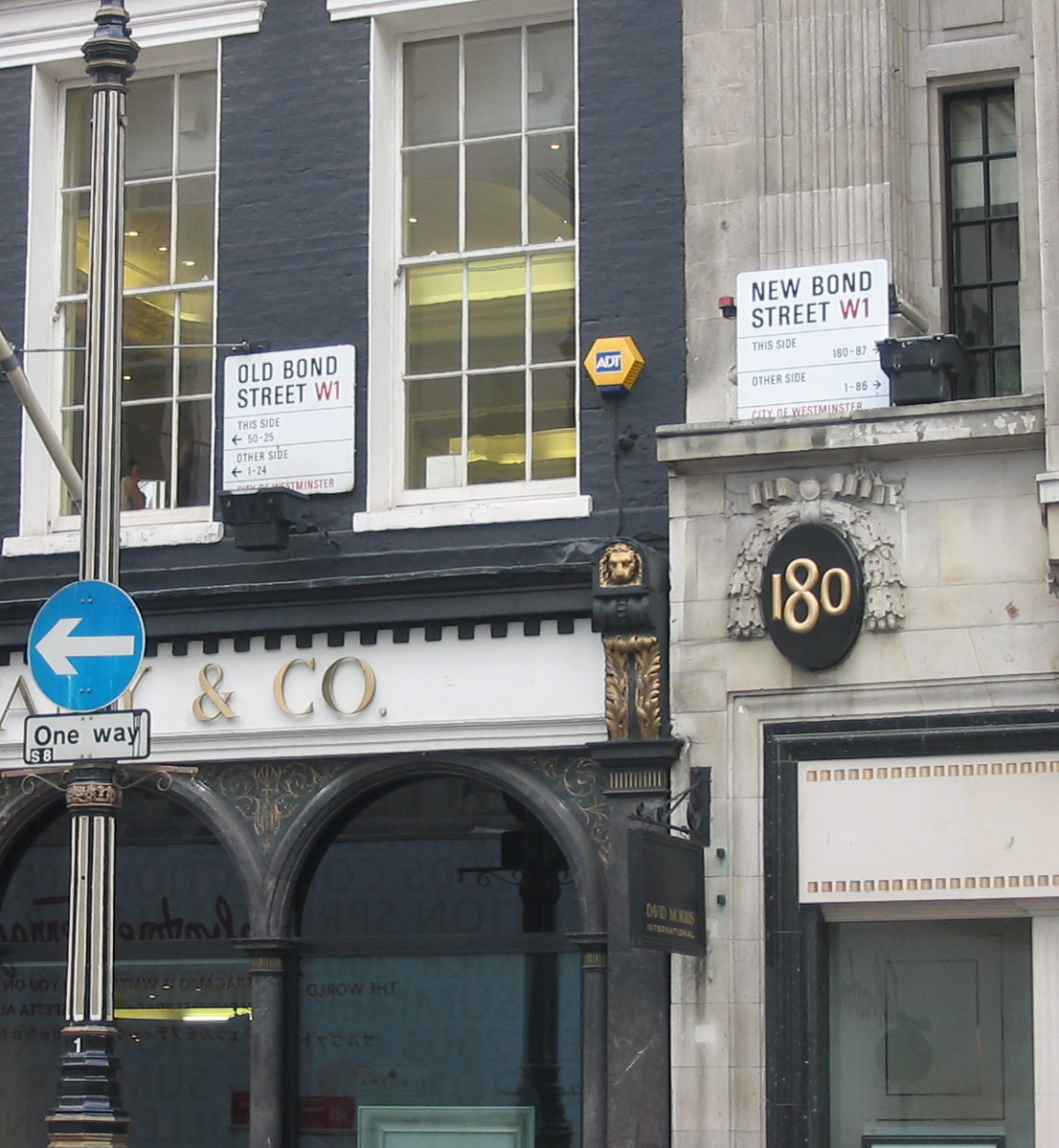
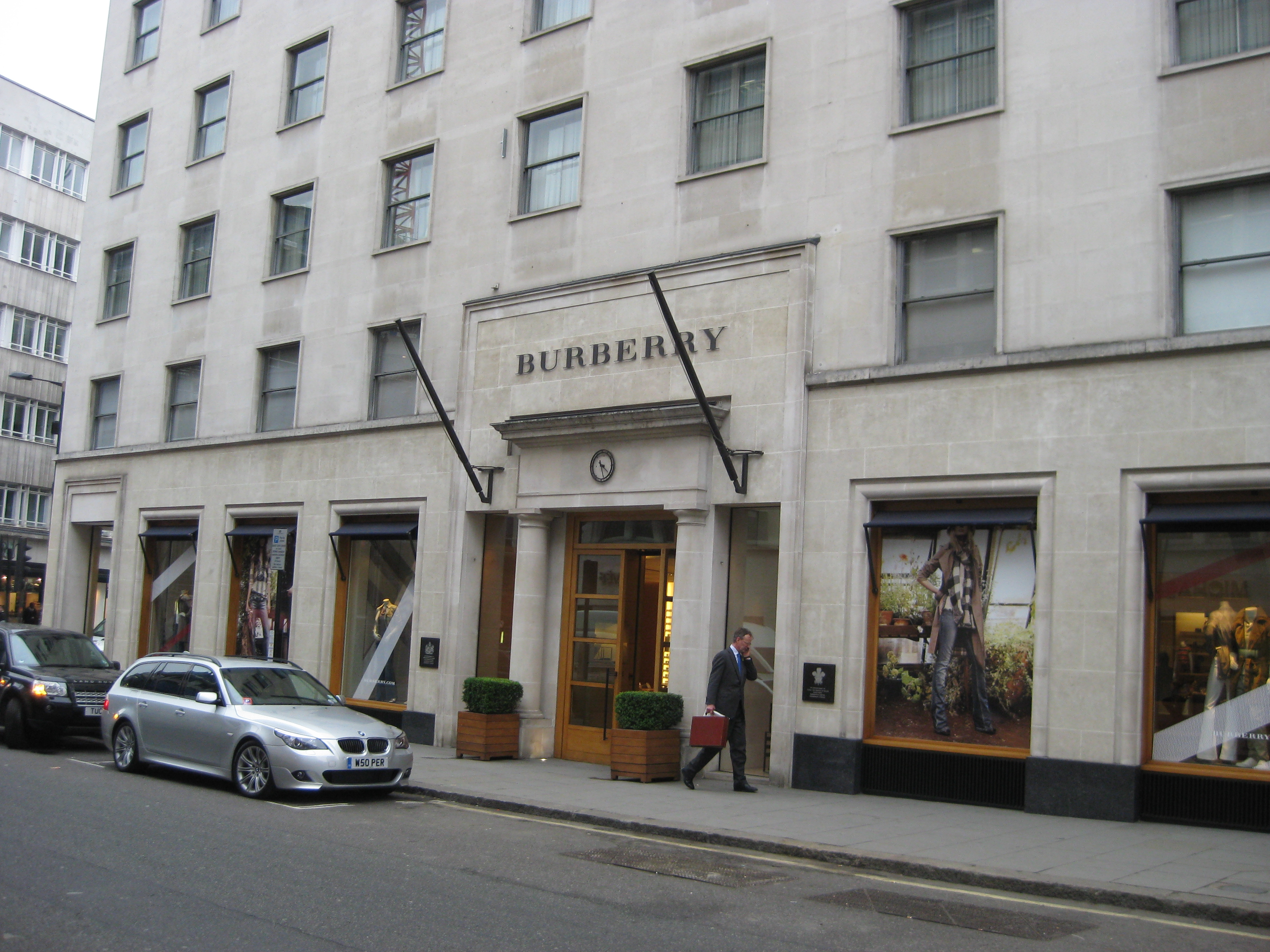
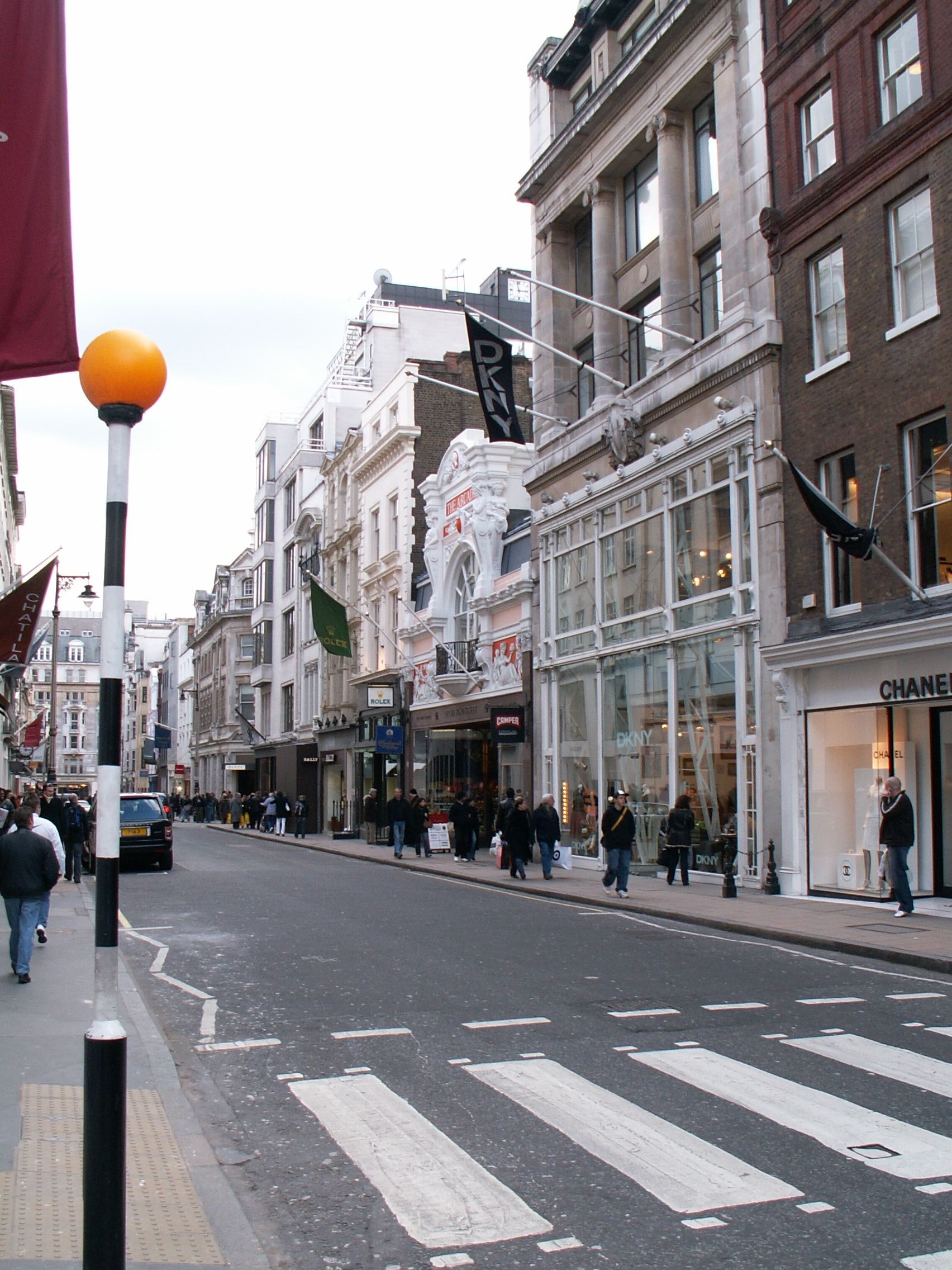
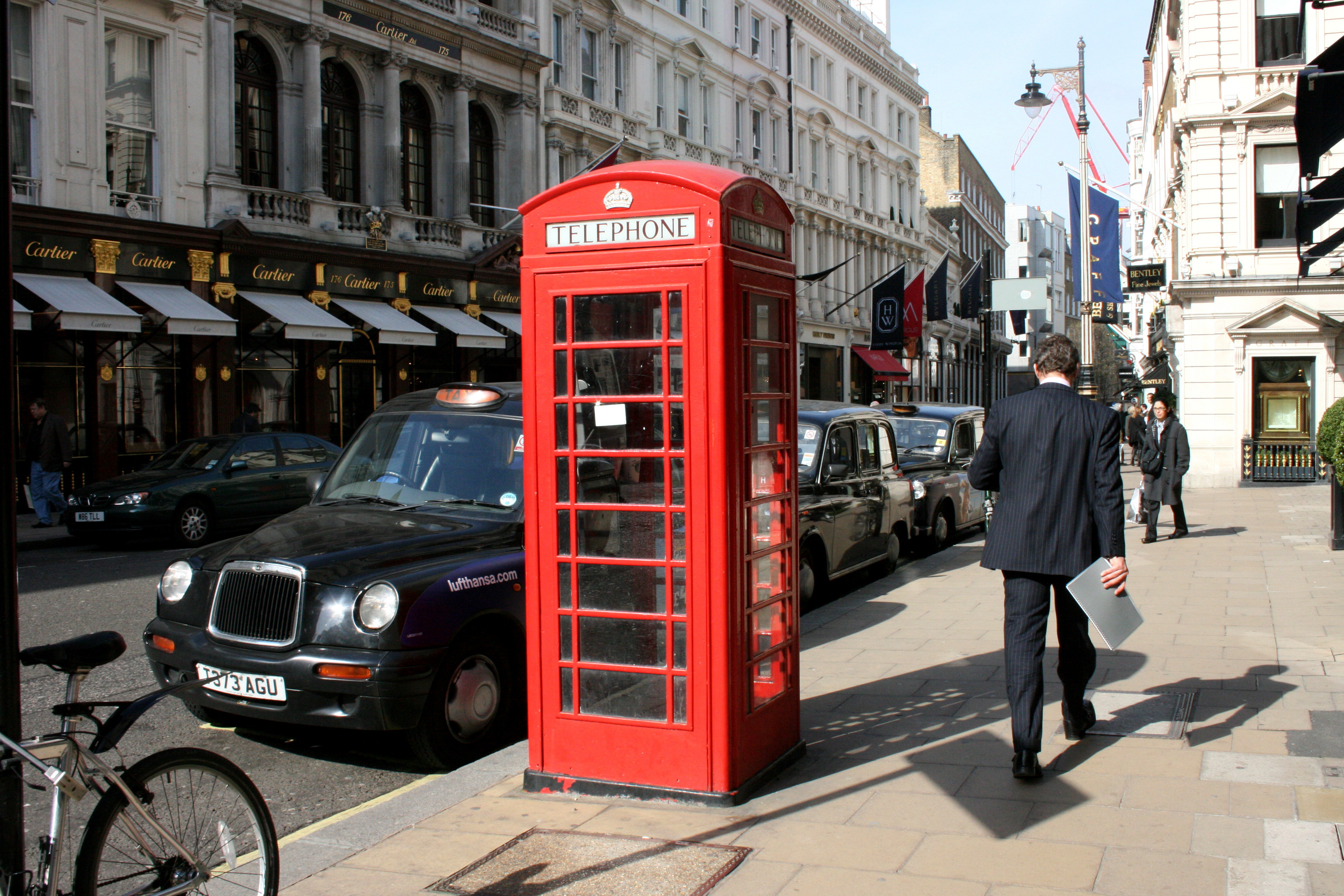

## Культурные ассоциации
Бонд-стрит часто упоминается в художественной литературе, например в романе Джейн Остин «Разум и чувства», в романе Вирджинии Вульф «Миссис Дэллоуэй» и в романе Дафны Дюморье «Ребекка».
С XVIII века Бонд-стрит используется как нарицательное обозначение мест прогулок модников и модниц. К примеру: «Да ты словно с Бонд-стрит» (имеется в виду, одет по последним веяниям моды).
Бонд-стрит упоминается в песне Тейлор Свифт «London Boy» из альбома "Lover"